# Afonso III de Módena
Afonso III d'Este (em italiano Alfonso III d’Este) (22 de Outubro de 1591 – 26 de Maio de 1644) foi Duque de Módena e Reggio de 1628 a 1629. Era casado com Isabel de Saboia, filha de Carlos Emanuel I de Saboia e de sua mulher, a Infanta Catarina Micaela de Espanha.

## Biografia
Nascido em Ferrara, ele era o filho de César d'Este (Cesare d’Este) e de Virgínia de Médici (Virginia de' Medici). Em 1613 participou na guerra contra Lucca e, em Ferrara, já em 1617, teve um papel importante no assassínio do conde Ercole Pepoli, que disputava o ducado a César.
Em 1608 casou com Isabel de Saboia, filha de Carlos Emanuel I de Saboia. Profundamente apaixonado, começou a pensar em tomar os votos religiosos quando a sua esposa faleceu, em 1626. Quando o pai morreu, em 1628, Afonso tornou-se Duque Soberano de Módena e Reggio. Contudo, em Julho de 1629 anunciou a sua abdicação no Castelo de Sassuolo. Em 8 de Setembro desse mesmo ano entrou na Ordem dos Capuchinhos sob o nome de fra' Giambattista da Modena.
Distinguiu-se como pregador e no auxílio aos moribundos na sequência das pragas que atingiram o Ducado em 1630–1631. No ano seguinte, regressou a Módena, mas os seus discursos contra os costumes da corte não o tornaram bem-vindo, pelo que ingressou num convento, em Castelnuovo di Garfagnana, construído pelo seu filho, o Duque Francisco I, onde faleceu em 1644.

## Descendência
- César (Cesare) (1609-1613), morto na infância;
- Francisco (Francesco) (1610-1658), futuro Duque de Módena, com geração;
- Obizzo (1611-1644), Bispo de Módena;
- Catarina (Caterina) (1613-1628), freira;
- César (Cesare) (1614-1677), sem aliança;
- Alexandre (Alessandro) (1615), morto na infância;
- Carlos Alexandre (Carlo Alessandro) (1616-1679), sem aliança;
- Reinaldo (Rinaldo) (1618-1672) Cardeal;
- Margarida (Margherita) (1619-1692), casou com Ferrante III Gonzaga, duque de Guastalla;
- Beatriz (Beatrice) (1620), morta na infância;
- Beatriz (Beatrice) (1622-1623), morta na infância;
- Felisberto (Filiberto) (1623-1645); sem aliança;
- Bonifácio (Bonifazio) (1624), morto na infância;
- Ana Beatriz (Anna Beatrice) (1626-1690), casou com Alexandre II Pico della Mirandola, com geração.

Isabel de Saboia morreu no decurso do último parto.